# Tessala (Sidi Bel Abbès)
Tessala (în arabă تسالة) este o comună din provincia Sidi Bel Abbès, Algeria.
Populația comunei este de 7.499 de locuitori (2008).